# Борщовка Первая
Борщовка Первая (укр. Борщівка Перша) — село в Мизочской поселковой общине Ровненского района Ровненской области Украины.
До 2020 года входило в Здолбуновский район.
Население по переписи 2001 года составляло 143 человека. Почтовый индекс — 35753. Телефонный код — 3652. Код КОАТУУ — 5622681202.